# アウルス・ゲッリウス

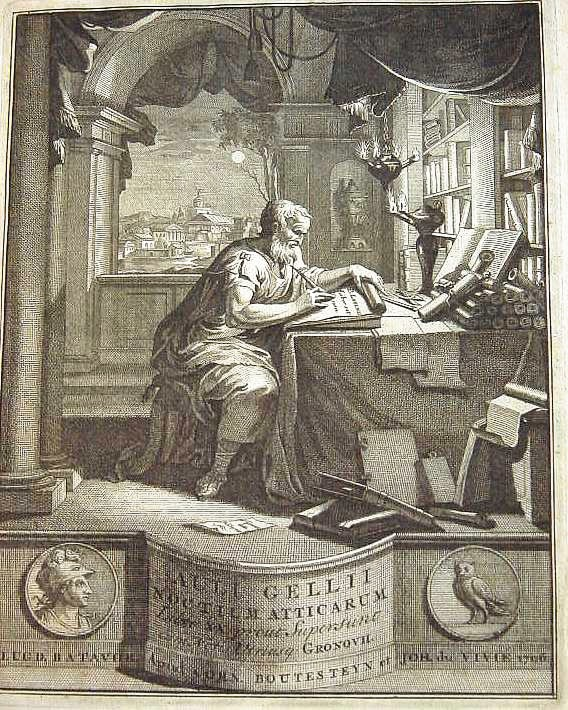

アウルス・ゲッリウス（ゲリウス、Aulus Gellius, 125年頃 - 180年以降）は古代ローマ白銀期の著作家、文法学者。

## 生涯
ゲッリウスはおそらくアフリカ出身の家系で、おそらくローマで生まれ育ったと思われる。ローマで文法学と修辞学を勉強した後、アテナイに渡ってそこで哲学を学んだ。ローマに戻った後、司法事務所を開いた。師や友人には、スルピキウス・アポッリナリス、ヘロデス・アッティコス、マルクス・コルネリウス・フロントといった多くの著名人がいた。

## 作品
『Noctes Atticae（アッティカの夜、アッティカ夜話）』はゲッリウスの唯一の作品で、アッティカで過ごした冬の長い夜から始まっていることから、この題名になった。執筆はローマでも続けられた。それはゲッリウスが話に聞いたり、本で読んだりした面白い話のメモを1冊の本にまとめたもので、その内容は、文法、幾何学、哲学、歴史と、多岐にわたっている。意図的に繋がりや配列を欠いたこの本は20巻から成っている。8巻のみ目次だけだが、それ以外はすべて現存している。『Noctes Atticae』は、社会の気質と当時の気晴らしに向けられた洞察と、失われた古代の著作家たちの作品が多く抜粋されていることにおいて、価値がある。ちなみに、この本の中にあるアンドロクレスの話は、（この中には含まれていないが）しばしばアイソーポス（イソップ）の寓話集に含まれることがある。

## 日本語訳
- 『アッティカの夜 1』 大西英文訳、京都大学学術出版会〈西洋古典叢書〉、2016年